# Instituut der Wetenschappen
Het Instituut der Wetenschappen of het Plateau-Roziergebouw is een universiteitsgebouw in de Belgische stad Gent. Het gebouw wordt door twee faculteiten van de Universiteit Gent gebruikt: de Faculteit Ingenieurswetenschappen en Architectuur heeft hoofdzakelijk lokalen in de noordelijke helft van het gebouw, die zij Plateau noemen, naar de Jozef Plateaustraat; de Faculteit Letteren en Wijsbegeerte neemt vooral het zuidelijke deel in, dat zij Rozier noemen, naar de gelijknamige straat. Het gebouwencomplex huisvest verschillende leszalen, kabinetten en laboratoria. In het complex bevindt zich ook het observatorium van de volkssterrenwacht Armand Pien.
Het gebouw is opgetrokken uit Franse kalkzandsteen en arduin in neoclassicistische stijl en beslaat een volledige blok tussen de Jozef Plateaustraat, waar zich de hoofdingang bevindt, de Gezusters Lovelingstraat, de Gustaaf Magnelstraat en de Rozier, waar een tweede ingang is. Het Instituut werd gebouwd van 1883 tot 1890. In 1994 werd het als monument beschermd. Aan de voorzijde (Plateaustraat) werden de vier toenmalige studierichtingen allegorisch voorgesteld: Bruggen en Wegen, Burgerlijke Bouwkunde, Kunsten en Fabriekswezen en Architectuur.
Er is een grote renovatie gepland van het gebouw, deze zou duren van eind 2020 tot 2026. 

## Geschiedenis
In de 19de eeuw was de universiteit van Gent gevestigd in het gebouw in de Voldersstraat. De universiteit groeide echter en men had plaats te kort voor leslokalen en laboratoria, zeker nadat ook de Polytechnische Scholen zich aan de universiteit hadden verbonden. De stad was echter niet in staat grote financiële middelen vrij te maken. Uiteindelijk kwamen er onder minister Pierre Van Humbeeck in 1879 subsidies vrij voor de universiteiten van Gent en Luik. In Gent besloot men een nieuw groot instituut te bouwen waar men alle voorzieningen voor de wetenschappen onder een dak kon samenbrengen. Het geheel werd uitgewerkt door stadsarchitect Adolphe Pauli (1820-1895).
Men had echter nog een geschikte locatie nodig. Uitbreiding nabij het bestaande universiteitsgebouw was niet wenselijk, aangezien dit in het dure, burgerlijke centrum lag. Een mogelijkheid was het verheven terrein van de citadel van Gent. Deze monumentale plaats lag echter op enige afstand van het stadscentrum. Een andere mogelijkheid was een locatie nabij de Reep, maar daar vreesde men voor de nadelige gevolgen in de laboratoria door trillingen van nabijgelegen textielfabrieken. Ondertussen stelde de Gentse middenstand een petitie op om de universiteit in het stadscentrum te houden. Uiteindelijk besloot het stadsbestuur om in de Sint-Pieterswijk de armoedige Bataviawijk te slopen. Sinds het afschaffen van de octrooirechten in 1860 verdreef het stadsbestuur de arme en lelijke arbeiderswijken naar de stadsranden. De sanering van het Bataviabeluik had men jaren eerder al aangevraagd en uiteindelijk werd begin jaren 80 van de 19e eeuw ook deze wijk ontruimd. De academieraad ging akkoord met het Batavia-voorstel op voorwaarde dat de stad de Kattenberg en het Citadelpark voor toekomstige uitbreidingen beschikbaar hield.
Een paar jaar later kon de bouw van het nieuwe universiteitsgebouw beginnen. Aan de kant van de Jozef Plateaustraat was de hoofdingang en voorzag Pauli de "Technische Hoge School". Aan de kant van de Rozier was een tweede ingang voor de Wetenschappen, met een afdeling Natuurkunde, een afdeling Scheikunde en een afdeling Mineralogie en Geologie. De ruimtes werden rond een aantal binnenplaatsen gebouwd. Het gebouw werd voltooid in 1889 en had 2.331.074 fr. gekost. Omdat de kostprijs (door de hogere grondprijs) hoger was dan voorzien, betaalde de regering uiteindelijk 3/4 van de gemeenschappelijke kosten en voorzag het meubilair en de wetenschappelijke uitrusting.
Tijdens het academiejaar 1889-1890 werd het gebouw succesvol in gebruik genomen. De universiteit bleef echter groeien en begin 20e eeuw kampte men al opnieuw met plaatsgebrek. Boven op het Roziergebouw werd een nieuwe verdieping gebouwd, waarbij men ook het observatorium van de sterrenwacht bouwde. In de loop van de eeuw werden binnenin meermaals aanpassingen gedaan aan het gebouw en op de binnenpleinen werden nieuwe gebouwen opgetrokken. Verschillende onderzoeksgroepen weken in de loop van de eeuw uit naar nieuwe accommodaties die elders in de stad werd opgetrokken. Zo kwam er in de jaren 20 het Technicum. Later splitste de Faculteit Wetenschappen zich af, die zich later ging vestigen aan de Ledeganck (1959) en de Sterre (midden jaren 60). Nog later verhuisde veel onderzoek van de ingenieursfaculteit naar het Wetenschapspark Ardoyen in Zwijnaarde.

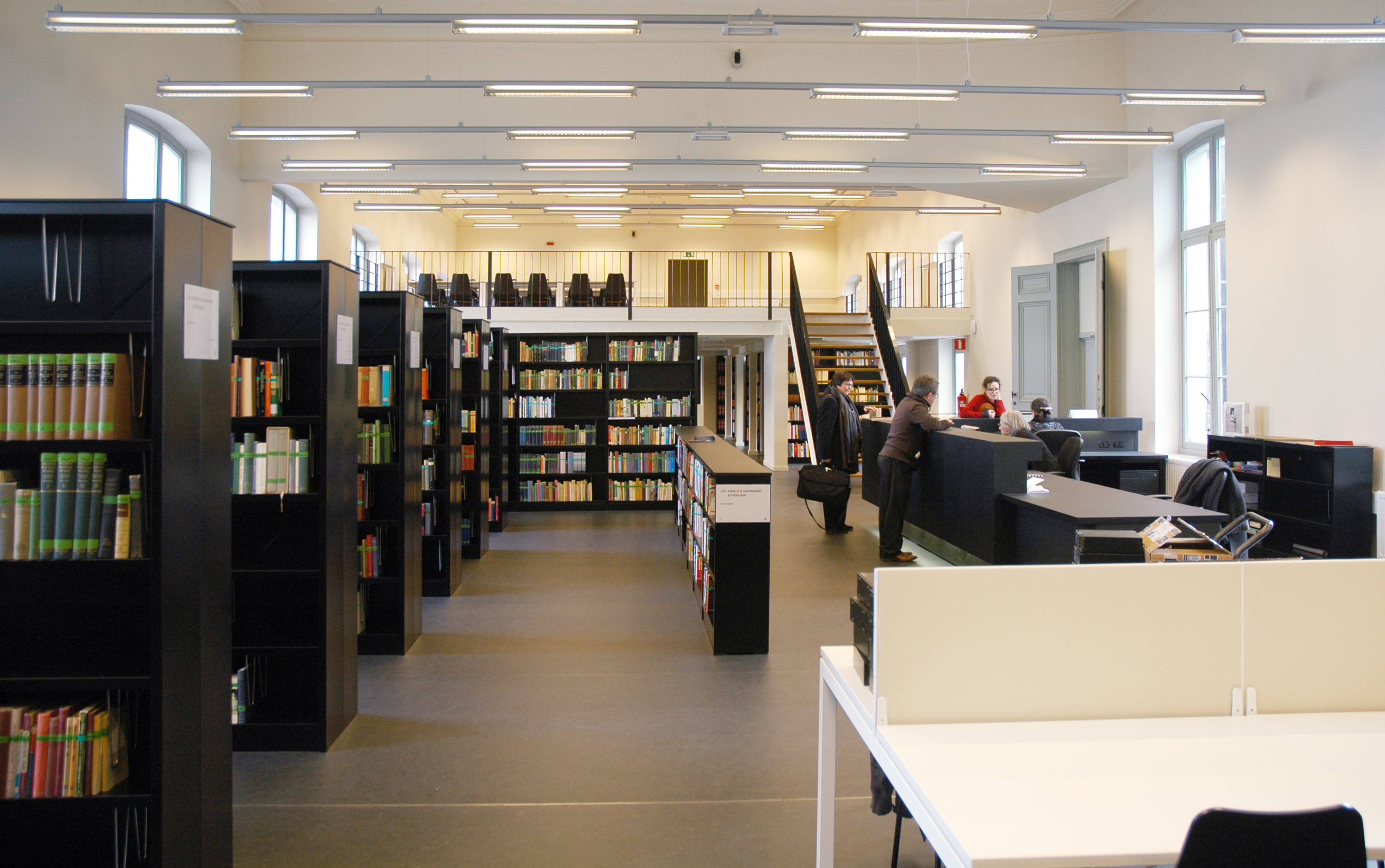
Nieuwe faculteitsbibliotheek op de openingsdag 1e fase, 13 februari 2012

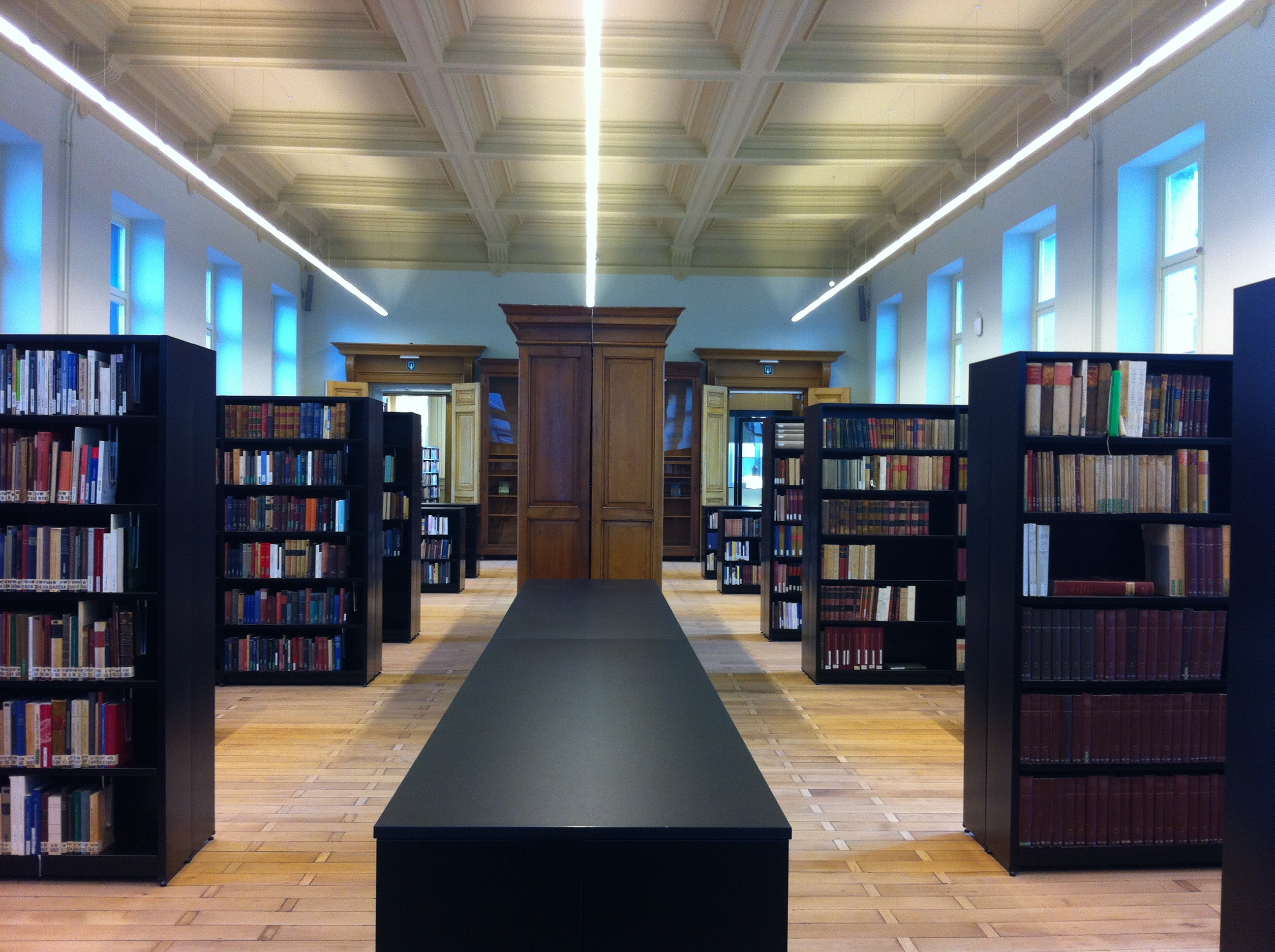
Collectie Middeleeuwse Geschiedenis 2e fase, 8 februari 2014

## Faculteitsbibliotheek Letteren en Wijsbegeerte
Tot 2012 waren er 50 verschillende vakgroep- en seminariebibliotheken in de faculteit Letteren en Wijsbegeerte verspreid over 222 verschillende locaties op en rond de Blandijn. In 2009 is men begonnen met de renovatie van het Instituut der Wetenschappen, opdat men er tegen 2012 de eerste fase van de nieuwe gecentraliseerde faculteitsbibliotheek kon onderbrengen. De verhuis en renovatie kadert in het logistieke masterplan van de faculteit Letteren en Wijsbegeerte dat in 2004 werd goedgekeurd door het bestuurscollege van de Universiteit Gent. In januari 2012 verhuisden negen voormalige vakgroepbibliotheken naar hun nieuwe locatie in het Roziergebouw. Deze eerste fase van de collectie betreft zo'n 180.000 werken en 227 lopende tijdschriften. Op 17 februari 2012 opende de eerste fase van de bibliotheek op de eerste verdieping van de vleugel Magnel. Alle collecties letterkunde, met uitzondering van de collectie Grieks en Latijn, waren sindsdien op deze nieuwe locatie te raadplegen. Minder gebruikte werken werden in depot geplaatst en kunnen online worden opgevraagd via de catalogus. In januari 2014 verhuisden twaalf voormalige vakgroepbibliotheken naar de vleugel Loveling in het Roziergebouw en integreerden ze vijf overige vakgroepbibliotheken die zich reeds op deze locatie bevonden. Op 28 februari 2014 opende deze tweede fase officieel de deuren voor het publiek. De collecties geschiedenis, wijsbegeerte en moraalwetenschappen, kunst-, muziek- en theaterwetenschappen en afrikanistiek betreffen circa 214.000 banden en bijna 300 lopende tijdschriften. Ook deze keer werden de minder frequent gebruikte werken deels in een depot geplaatst. Op 7 september 2018 wordt de derde en laatste fase feestelijk geopend, met de toevoeging van alle collecties (toegepaste) taalkunde en talen en culturen. Het eindresultaat van dit project levert de grootste open kast bibliotheek op in Gent, met circa 680.000 banden en bijna 1.000 werk- en studieplaatsen.